# Kanton Sucy-en-Brie
Kanton Sucy-en-Brie (fr. Canton de Sucy-en-Brie) je francouzský kanton v departementu Val-de-Marne v regionu Île-de-France. Tvoří ho pouze město Sucy-en-Brie.